# Waldyr Calheiros Novaes
Waldyr Calheiros Novaes de Novais  (* 29. Juli 1923 in Murici; † 30. November 2013 in Volta Redonda) war römisch-katholischer Bischof von Barra do Piraí-Volta Redonda in Brasilien.

## Leben
Waldyr Calheiros Novaes de Novais studierte Philosophie am Großen Seminar von Maceió (AL) und Theologie an St. Joseph Priesterseminar in Rio de Janeiro. Er empfing am 25. Juli 1948 die Priesterweihe. Er war Lehrer, geistlicher Leiter und Vizerektor des St. Joseph Priesterseminar in Rio de Janeiro sowie Pfarrer der Pfarrei St. Franz Xaver (1956–1964).
Papst Paul VI. ernannte ihn am 25. Februar 1964 zum Weihbischof in São Sebastião do Rio de Janeiro und Titularbischof von Mulia. Die Bischofsweihe spendete ihm der Erzbischof von São Sebastião do Rio de Janeiro, Jaime Kardinal de Barros Câmara, am 1. Mai desselben Jahres; Mitkonsekratoren waren Adelmo Cavalcante Machado, Erzbischof von Maceió, und Othon Motta, Bischof von Campanha. Sein Wahlspruch war Amen, Halleluja.
Novaes de Novais war Konzilsvater der letzten zwei Sitzungsperioden des Zweiten Vatikanischen Konzils.
Am 20. Oktober 1966 berief ihn Paul VI. zum Bischof von Barra do Piraí-Volta Redonda. Am 17. November 1999 nahm Papst Johannes Paul II. sein aus Altersgründen vorgebrachtes Rücktrittsgesuch an.

## Wirken
Das Bischofsamt von Dom Waldyr war geprägt durch Auseinandersetzungen mit sozialen Ursachen, insbesondere während der Zeit der Militärdiktatur von 1964 bis 1985. Als Jugendbischof setzte er sich immer wieder für Demonstrationen gegen Gewalt sowie gegen politischen Verfolgung ein und verurteilte die Folterpraxis der Militärs und engagierte sich für die Hausbesetzer- und Arbeiterbewegung. Er wurde mit mehreren Menschenrechtspreisen ausgezeichnet, darunter 1999 die Tiradentes-Medaille des Bundesstaates Rio de Janeiro (Assembleia Legislativa do Estado do Rio de Janeiro) und 2007 die Verdienstmedaille der brasilianischen Abgeordnetenkammer (Câmara dos Deputados do Brasil) in Brasilia.
Die Lebensgeschichte von Waldyr Calheiros Novaes wurde in dem Buch „O Bispo de Volta Redonda“ veröffentlicht.